# Thomas Kastura

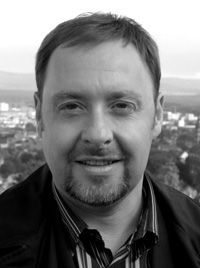
Thomas Kastura 2008

Thomas Kastura (* 14. September 1966 in Bamberg) ist ein deutschsprachiger Autor. Er schreibt Kriminalromane, Jugendbücher und Radiotexte und arbeitet für den Bayerischen Rundfunk (Bayern 2). Kastura veröffentlicht auch unter dem Pseudonym "Gordon Tyrie".

## Biographie
Von 1986 bis 1993 studierte Thomas Kastura Germanistik und Geschichte an der Universität Würzburg und an der Universität Bamberg. Von 1991 bis 1997 gab er die studentische Literaturzeitschrift „RezenSöhnchen“ heraus. In dieser Zeit entstanden erste Gedichte und experimentelle Kurzprosa. 1993 erfolgte der Abschluss als Dipl.-Germanist mit Auszeichnung. Danach arbeitete er als Universitätsdozent und freier Kulturjournalist, vorwiegend für den Bayerischen Rundfunk; ferner auch für Die Zeit, Rheinischer Merkur, Rheinische Post, die Zeitschrift mare und den Fränkischen Tag. Seit 1998 schreibt er Bücher, zunächst als Sachbuchautor (Flucht ins Eis, 2000) und Herausgeber (Unter dem Rohrstock, 2000; Dandys, 2001), später dann als Romancier und Autor von Kurzgeschichten und Erzählungen. Er ist verheiratet und hat zwei Töchter.

## Rezeption
Mit den Erzählungen Jan Mayen (in: Eiszeit. 25 Autoren schlottern vor Kälte, 2000) und Alles Glück (in: Sonnige Zeiten, 2002) wandte er sich der Prosa zu. Außerdem schrieb er das Buch zum Film Epsteins Nacht (2002). Die letzte Lüge (2002) ist sein erster Roman, eine in Italien spielende Roadnovel, an die Der rote Punkt (2004) anschließt. Im Frühjahr 2006 erschienen die Kriminalerzählung Eine Leiche im Gärkeller sowie der Jugendroman Warten aufs Leben. Mit Please Identify! legte er 2014 einen weiteren Jugendthriller vor. Darin geht es um die Suche einer jungen Frau nach ihrer gestohlenen Internet-Identität, ihrer Flucht vor Cybermobbern und die Macht der sozialen Medien.
Sein 2006 veröffentlichter Kriminalroman Der vierte Mörder stand auf Platz 1 der KrimiWelt-Bestenliste und wurde unter dem Titel Le meurtrier de l'avent ins Französische übertragen. Der zweite Fall mit Kommissar Raupach, Das dunkle Erbe, erschien 2008, der dritte Band Das geheime Kind dann 2010. In der Krimisammlung Drei Morde zu wenig (2012) kehrte Thomas Kastura ein Stück weit zu seinen fränkischen Wurzeln zurück. Darin und auch in den Folgebänden Fünf Leichen zu viel (2015) und Sieben Tote sind nicht genug (2017) pflegt er seine Vorliebe für Stil- und Genreparodie. 2015 kam auch Dark House heraus, ein in Südengland spielender Thriller, gleichzeitig ein spannendes Stück Gesellschaftskritik und Hommage an Agatha Christie.
2018 erschien der Roman Todesströmung unter dem Pseudonym Gordon Tyrie, ein Schottland-Thriller, der auf der Hebrideninsel Jura spielt, Krimibuchtipp im Monat April auf 3sat. Ihm folgten die Romane Schottensterben 2020 (Handlungsort ist die Insel Gigha), Schottenkomplott 2022 (spielt auf Colonsay) und 2024 Schottenschuss (auf der Hebrideninsel Mull).
Für den Bayerischen Rundfunk (B 2 Kultur) verfasst Thomas Kastura Glossen, Essays und Rezensionen sowie das wöchentliche Literaturrätsel mit dem Taxifahrer Solomon Buk (seit 2004, Sendung Diwan). Inzwischen ist die Taxifahrerin Wally im Rätseltaxi unterwegs.
2007 war Thomas Kastura Stadtschreiber zu Rottweil. Er ist stellvertretender Vorsitzender der Regionalgruppe Oberfranken im Verband deutscher Schriftsteller (VS) und Beirat im Landesvorstand des VS Bayern. Außerdem ist er Mitglied im PEN-Zentrum Deutschland.

## Auszeichnungen
- 2007: Rottweiler Stadtschreiber[1]
- 2017: Friedrich-Glauser-Preis in der Sparte „Kurzkrimi“ für Genug ist genug
- 2018: nominiert für den Friedrich-Glauser-Preis in der Sparte „Kurzkrimi“ für Der Zuschauer
- 2022: nominiert für den Friedrich-Glauser-Preis in der Sparte „Kurzkrimi“ für Wilderer
- 2023: nominiert für den Friedrich-Glauser-Preis in der Sparte „Kurzkrimi“ für Der Pakt

## Werke (Auswahl)

### Als Autor
Romane
- Epsteins Nacht. Roman zum Film. Ullstein, München 2002, ISBN 3-548-25274-5 (Taschenbuch, 250 Seiten).
- Die letzte Lüge. Roman. Goldmann, München 2002, ISBN 3-548-25274-5 (Taschenbuch, 256 Seiten).
- Der rote Punkt. Roman. Goldmann, München 2004, ISBN 3-442-45481-6 (Taschenbuch, 310 Seiten).
- Eine Leiche im Gärkeller. Erzählung. Verlag Fränkischer Tag, 2006, ISBN 3-936897-33-6 (Broschiert, ca. 50 Seiten).
- Warten aufs Leben. Roman. Verlag C. Bertelsmann Jugend, München 2006, ISBN 3-570-30290-3 (Taschenbuch, 190 Seiten).
- Der vierte Mörder, Roman. Droemer, München 2006, ISBN 3-426-19726-X (Gebundene Ausgabe, 511 Seiten).
- Drive. Roman. Verlag C. Bertelsmann Jugend, München 2008, ISBN 978-3-570-30362-7 (Ab 12 Jahren, Taschenbuch, 192 Seiten).
- Das dunkle Erbe. Roman. Droemer, München 2008, ISBN 3-426-19779-0 (Gebundene Ausgabe, 378 Seiten).
- Das geheime Kind. Roman. Droemer, München 2010, ISBN 978-3-426-19864-3 (Gebundene Ausgabe, 376 Seiten).
- Please Identify! - Auf der Jagd nach Laura Adams. Jugendroman. arena Jugendbuchverlag, Würzburg 2014, ISBN 978-3-401-06881-7 (Broschiert, 296 Seiten).
- Dark House. Roman. Droemer, München 2015, ISBN 978-3-426-19931-2 (Broschiert, 352 Seiten).

Unter dem Pseudonym  Gordon Tyrie
- Todesströmung. Roman. Droemer, München 2018, ISBN 978-3-426-30650-5 (Broschiert, 384 Seiten).
- Schottensterben. Roman. Droemer, München 2020, ISBN 978-3-426-30732-8 (Broschiert, 368 Seiten).
- Schottenkomplott. Roman. Droemer, München 2022, ISBN 978-3-426-30857-8 (Broschiert, 384 Seiten).
- Schottenschuss. Roman. Droemer, München 2024, ISBN 978-3-426-30948-3 (Broschiert, 336 Seiten).

Erzählungen
- Regung. Auf Empfang. Prosa. In: Bundesverband junger Autoren und Autorinnen (Hrsg.): Konzepte. Magazin für junge Literatur. H. 14 (1993). S. 155–156.
- Jan Mayen. Erzählung. In: Anne Enderlein und Cornelie Kister (Hrsg.): Eiszeit. 25 Autoren schlottern vor Kälte. Aufbau-Verlag, Berlin 2000, S. 240–254, ISBN 3-7466-1631-X.
- Alles Glück. Erzählung. In: Maria Dürig und Barbara Heinzius (Hrsg.): Sonnige Zeiten. Das Große Urlaubslesebuch. Goldmann, München 2002, S. 60–90, ISBN 3-442-45254-6.
- Freigang. Erzählung. In: Iris Grädler (Hrsg.): Spuren im Schnee. Neue Weihnachtsgeschichten aus aller Welt. Bertelsmann Club, Gütersloh 2002, S. 224–231.
- Bamberg, Schleuse 100. Erzählung. In: Angela A. Eßer (Hrsg.): Tatort Bayern. Kriminalstorys. Grafit, Dortmund 2005, S. 205–216, ISBN 3-89425-299-5.
- Nach Oz. Erzählung. In: Abendzeitung (AZ) vom 14. April 2005, ISSN 0177-5367
- Matjes. In: Norbert Treuheit (Hrsg.): Postcard Stories Crime. 30 Postkarten in Geschenkbox. Ars Vivendi, Cadolzburg 2006, ISBN 3-89716-705-0.
- Ohne Gewicht. Erzählung. In: Uwe-Michael Gutzschhahn (Hrsg.): An einem anderen Ort. Geschichten vom Reisen. Dtv, München 2007, S. 198–221, ISBN 978-3-423-62309-4.
- Winterlicht. Erzählung. In: Wolfgang Kemmer (Hrsg.): In Kürze verstorben. Mörderische Stories. kbv, Hillesheim 2008, S. 106–122, ISBN 978-3-940077-42-4.
- Die Organistin. In: Jan Beinßen (Hrsg.): Postcard-Stories Crime, Bd. 2. ars vivendi, Cadolzburg 2008, ISBN 978-3-89716-922-7.
- Überraschungseier. Erzählung. In: Ina Coelen & Brigitte Glaser (Hrsg.): Bitterböse. Schokoladenkrimis vom Niederrhein. Leporello, Köln 2009, S. 7–23, ISBN 978-3-936783-34-6 (mit Rezepten für Genießer).
- Mistelzweig. Erzählung. In: Gisa Klönne (Hrsg.): Fürchtet Euch nicht! Der neue Krimi-Adventskalender. Ullstein Taschenbuch, Berlin 2009, S. 37–47, ISBN 978-3-548-28107-0.
- England, 1966. Erzählung. In: Andreas Izquierdo und Wolfgang Kemmer (Hrsg.): WM - blutrot. 20 Turniere. 98 Tote. Ein Spiel. Kölnisch-Preußische Lektoratsanstalt, Köln 2010, S. 137–151, ISBN 978-3-940610-09-6.
- Tötensen. Erzählung. In: Andreas Izquierdo und Angela Eßer (Hrsg.): Hamburg - blutrot. 16 Autoren. 37 Tote. Eine Stadt. Kölnisch-Preußische Lektoratsanstalt, Köln 2010, S. 141–150, ISBN 978-3-940610-10-2.
- Die Schneekönigin. Erzählung. In: Andreas Izquierdo und Angela Eßer (Hrsg.): Die Märchenmörder. Märchen werden wahr. Kölnisch-Preußische Lektoratsanstalt, Köln 2010, ISBN 978-3-940610-12-6.
- Onkel Petja. Erzählung. In: Uwe-Michael Gutzschhahn (Hrsg.): Alles zum ersten Mal. Geschichten vom Anfangen. Fischer Taschenbuchverlag, Frankfurt/M. 2010, ISBN 978-3-596-80857-1.
- Fest der Liebe. Erzählung. In: Uwe-Michael Gutzschhahn (Hrsg.): Der Pelzmärtelmörder. Krimis aus Franken zur Weihnachtszeit. ars vivendi, Cadolzburg 2010, S. 114–127, ISBN 978-3-86913-045-3.
- Geschmorte Täubchen. Erzählung. In: Jan-Costin Wagner (Hrsg.): Mordsweihnachten. Rowohlt, Reinbek 2010, S. 247–257, ISBN 978-3-499-25554-0.
- Le Président. Erzählung. In: Petra Busch (Hrsg.): Mördchen fürs Örtchen. Kurzkrimis für Beschäftigte. kbv, München 2011, S. 31–37, ISBN 978-3-942446-09-9.
- Brückenmord. Erzählung. In: Felicitas Igel (Hrsg.): Tatort Franken, Bd. 2: 18 neue Kriminalgeschichten. ars vivendi, Cadolzburg 2011, S. 113–127, ISBN 978-3-86913-061-3.
- Der Wörcher von Weipelsdorf. Erzählung. In: Kältestarre. 13 Krimis aus Franken zum Frösteln. ars vivendi, Cadolzburg 2011, S. 44–62, ISBN 978-3-86913-102-3.
- Tödliche Tin-Tun. Killergeschichten. Erhältlich als E-Book seit 2012, Verkauf durch Amazon Media EU S.à r.l.
- Drei Morde zu wenig. Verbrecherjagd auf Fränkisch: Brandeisen und Küps ermitteln. Kriminalgeschichten. ars vivendi, Cadolzburg 2012, ISBN 978-3-86913-172-6.
- Der Meisterfälscher. Erzählung. In: Heide, Harz und Hackebeil - Niedersachsens blutige Seite. kbv, Hillesheim 2013, ISBN 978-3-942446-77-8.
- Tempelchen des Todes. Erzählung. In: Peter Godazgar (Hrsg.): Ruhe sanft in Sachsen-Anhalt - Kurzkrimis aus dem Land der Frühaufsteher. kbv, Hillesheim 2013, ISBN 978-3-942446-76-1.
- Partnersuche. Erzählung. In: Jan Beinßen (Hrsg.): Tatort Franken No. 4. ars vivendi, Cadolzburg 2013, ISBN 978-3-86913-201-3.
- Todesarten. Erzählung. In: Petra Nacke (Hrsg.): Leiche sucht Autor - Krimianthologie. ars vivendi, Cadolzburg 2013, ISBN 978-3-86913-275-4.
- Doug der Gerechte. Erzählung. In: Tessa Korber (Hrsg.): Auf leisen Pfoten kommt der Tod - 12 Katzenkrimis. ars vivendi, Cadolzburg 2013, ISBN 978-3-86913-273-0.
- Solo für den Staatsanwalt. Erzählung. In: Johannes Engelke (Hrsg.): Süßer die Schreie nie klingen: 24 Weihnachtskrimis von der Nordsee bis in die Alpen. Knaur TB Verlag, München 2013, ISBN 978-3-426-51443-6.
- Mord auf Orkney. Erzählung. In: Thomas Kastura (Hrsg.): Scotch as Scotch can - Hochprozentige Whisky-Krimis. kbv, Hillesheim 2013, ISBN 978-3-942446-89-1.
- Hamlet Remurdered. Erzählung. In: Thomas Kastura (Hrsg.): To die or not to die. 14 Shakespeare-Krimis. ars vivendi, Cadolzburg 2014, ISBN 978-3-86913-416-1.
- Fear. Erzählung. In: Angela Eßer (Hrsg.): Finsterböses Bayern: 25 Kriminalgeschichten. Allitera Verlag, München 2014, ISBN 978-3-86906-499-4.
- Die Göögägäng. Erzählung. In: Veit Bronnenmeyer (Hrsg.): Tatort Franken No. 5. 18 neue Kriminalgeschichten. ars vivendi, Cadolzburg 2014, ISBN 978-3-86913-428-4.
- Kellergeister. Erzählung. In: Almuth Heuner (Hrsg.): Küche, Diele, Mord. Kriminalgeschichten vom Keller bis zum Dachboden. kbv, Hillesheim 2013, ISBN 978-3-942446-93-8.
- Bei Aufguss Mord. Erzählung. In: Theresa Pütz (Hrsg.): Stollen, Schnee und Sensenmann. 24 Weihnachtskrimis von Flensburg bis zum Wörthersee. Knaur TB Verlag, München 2014, ISBN 978-3-426-51609-6.
- Der Glühweinstadtrat. Erzählung. In: Jan Beinßen, Tommie Goerz, Thomas Kastura (Hrsg.): Christkindles-Morde - Ein fränkischer Adventskalender in 24 Kurzkrimis. ars vivendi, Cadolzburg 2014, ISBN 978-3-86913-274-7.
- Fünf Leichen zu viel. Erzählung. In: Elke Pistor (Hrsg.): Tod & Tofu. Biologisch-ökologische Kurzkrimis. kbv, Hillesheim 2014, ISBN 978-3-95441-184-9.
- Der Geist der Wahrheit. Erzählung. In: Elke Pistor (Hrsg.): Mit Schirm, Charme und Pistole: Very britische Kriminalstories. kbv, Hillesheim 2014, ISBN 978-3-95441-191-7.
- Fünf Leichen zu viel. Brandeisen und Küps ermitteln. Kriminalgeschichten. ars vivendi, Cadolzburg 2015, ISBN 978-3-86913-505-2, 230 Seiten.
- Genug ist genug. Erzählung. In: Plätzchen, Punsch und Psychokiller. 24 Weihnachtskrimis von Sylt bis Wien. München: Knaur 2016, ISBN 978-3-426-51962-2, 432 Seiten.
- Sieben Tote sind nicht genug. Brandeisen und Küps ermitteln. Kriminalgeschichten. ars vivendi, Cadolzburg 2017, ISBN 978-3-86913-856-5, 250 Seiten.
- Das letzte Komma. Erzählung. In: Norbert Treuheit (Hrsg.): Literarischer Krimi-Kalender 2017. Cadolzburg: Ars Vivendi Verlag 2016, ISBN 978-3-86913-662-2, 53 Seiten.
- Schottische Symphonie, Andante con whisky. Erzählung. In: Peter Godazgar, Hrsg.: Killing you softly. Die besten Pop- und Rock-Morde. Hillesheim: KBV 2017, ISBN 978-3-95441-354-6, 350 Seiten.
- Das schönste Mädchen der Welt. Erzählung. In: Ingrid Werner, Hrsg.: Mordsmäßig Münchnerisch. 20 Stadtteilkrimis & Rezepte. München: Hirschkäfer Verlag 2017, ISBN 978-3-940839-55-8, 224 Seiten.
- Wem die Erlöserglocke schlägt. Erzählung. In: Das Gewissen ist ein ewig Ding. 13 Kirchenkrimis aus Franken. Cadolzburg: ars vivendi 2017, ISBN 978-3-86913-768-1, 196 Seiten.
- Deutscher Nachmittag. dann leben. Gedichte. In: Wortlaut 23, Zeitschrift für Literatur in Franken, hrsg. v. Literaturzentrum Nord, KUNO e.V., Nürnberg 2017, S. 54–55.
- Nächtlicher Spaziergang. Erzählung. In: Norbert Treuheit (Hrsg.): Literarischer Krimi-Kalender 2018. Cadolzburg: Ars Vivendi Verlag 2017, ISBN 978-3-86913-803-9, 53 Seiten.
- Der Zuschauer. Erzählung. In: Kerzen, Killer, Krippenspiel. 24 Weihnachtskrimis vom Nordseestrand zum Alpenrand. Knaur, München 2017, ISBN 978-3-426-52163-2, 480 Seiten.
- Himmelforster Hund. Erzählung. In: Fränkische Hausmacherkrimis. 10 kulinarische Kurzkrimis. Cadolzburg: ars vivendi 2018, ISBN 978-3-86913-913-5, 176 Seiten.
- Des Lebens unendlicher Klang. Erzählung. In: Isabelle Toppe (Hrsg.): Meister des Mordens. Best of Crime. München: Knaur 2018, ISBN 978-3-426-30639-0, 288 Seiten.
- Die Höllenhunde von Halle. Erzählung. In: Peter Godazgar, Hrsg.: Die Stadt, das Salz & der Tod. Mörderisches aus Halle an der Saale. Dortmund: Grafit Verlag 2018, ISBN 978-3-89425-581-7, 224 Seiten.
- Die allerletzte Lesung. Erzählung. In: Makronen, Mistel, Meuchelmord. 24 Weihnachtskrimis von der Ostsee bis zu den Alpen. München: Knaur 2018, ISBN 978-3-426-52355-1, 432 Seiten.
- Die Venus vom Staffelberg. Erzählung. In: Arsen und Spritzgebäck. Aus Franken zur Weihnachtszeit. Cadolzburg: ars vivendi 2018, ISBN 978-3-86913-988-3, 189 Seiten.
- Auf und ab. Erzählung. In: Ingrid Werner, Hrsg.: Mordsmäßig Münchnerisch 2. 20 Stadtgeheimnisse. München: Hirschkäfer Verlag 2019, ISBN 978-3-940839-59-6, 224 Seiten.
- Alles erledigt. Erzählung. In: Frederike Labahn, Hrsg.: Lametta, Lichter, Leichenschmaus. 24 Weihnachtskrimis vom Wattenmeer bis zum Großglockner. München: Knaur 2019, ISBN 978-3-426-52481-7, 432 Seiten.
- Parzival für Anfänger. Erzählung. In: Leonhard F. Seidl, Hrsg.: Tatort Fränkisches Seenland. Kurzkrimis. Cadolzburg: ars vivendi Verlag 2020, ISBN 978-3-7472-0182-4, 200 Seiten.
- Auf der Rückbank. Erzählung. In: Norbert Treuheit (Hrsg.): Literarischer Krimi-Kalender 2021. Cadolzburg: Ars Vivendi Verlag 2020, ISBN 978-3-7472-0133-6, 53 Seiten.
- Wagen 16. Erzählung. In: Monika Beck (Hrsg.): Rentier, Raubmord, Rauschgoldengel. 24 Weihnachtskrimis von Heiligenhafen bis Zermatt. München: Knaur 2020, ISBN 978-3-426-52651-4, 416 Seiten.
- Partnerschaften. Erzählung. In: Paula Telge (Hrsg.): Winter, Weihrauch, Wasserleiche. 24 Weihnachtskrimis von Amrum bis Hallstatt. München: Knaur 2021, ISBN 978-3-426-52797-9, 432 Seiten.
- Dates. Erzählung. In: Norbert Treuheit (Hrsg.): Literarischer Krimi-Kalender 2022. Cadolzburg: Ars Vivendi Verlag 2021, ISBN 978-3-7472-0257-9, 53 Seiten.
- Wilderer. Erzählung. In: Ingrid Werner, Hrsg.: Mordsmäßig Münchnerisch 3. 20 Stadtteilkrimis & 20 Rezepte. München: Hirschkäfer Verlag 2021, ISBN 978-3-940839-74-9, 224 Seiten.
- Der Pakt. Erzählung. In: Joelle Stüben und Anne Verhoeven (Hrsg.): Wichtel, Wunder, Weihnachtmord. 24 Weihnachtskrimis von Kiel bis Wien. München: Knaur 2022, ISBN 978-3-426-52933-1, 432 Seiten.
- Fasanen. Erzählung. In: Rahel Schmidt (Hrsg.): Teelicht, Tatort, Tannenduft. 24 Weihnachtskrimis von Rügen bis Arosa. München: Knaur 2023, ISBN 978-3-426-53039-9, 433 Seiten.
- Der oberfränkische Serienmörder im Spiegel der Zeit. Erzählung. In: Ingrid Werner (Hrsg.): Kalte Schnauzen, heiße Fährten. Krimis rund um den Hund. Meßkirch: Gmeiner-Verlag 2024, ISBN 978-3-8392-0602-7, 256 Seiten.
- Norderney - zum Kugeln. Erzählung. In: Peter Gerdes (Hrsg.): Fiese Friesen 3. Inselmorde zwischen Ebbe und Blut. Kurzkrimis. Meßkirch: Gmeiner-Verlag 2024, ISBN 978-3-8392-0589-1, 249 Seiten.

Sachbücher
- Flucht ins Eis. Warum wir ans kalte Ende der Welt wollen. (Essays bei Aufbau). Aufbau-Verlag, Berlin 2000, ISBN 3-351-02791-5.

Theater/Bühnenstücke
- Mussorgsky. Bilder einer Ausstellung. Visionen, Projektionen und Imaginationen. Uraufführung im Lichtspiel, Bamberg 1998 (zusammen mit Thomas Michel).

Lyrik
- Gedichte. In: Der entfesselte Prometheus. Forum für Dichtung. Bd. 1 (1992), S. 24–29, ISSN 0943-9749

### Als Herausgeber
- Unter dem Rohrstock. Schülerleben um 1900. Eine Anthologie. Goldmann Verlag, München 2000, ISBN 3-442-07695-1.
- Dandys. Texte von Alexander Puschkin, Wilde, Proust, Wolfe, Waugh u. v. a. Goldmann Verlag, München 2001, ISBN 3-442-07735-4.
- Tatort Garten. 14 packende Gartenkrimis fränkischer Autoren. ars vivendi verlag, Cadolzburg 2012, ISBN 978-3-86913-110-8 (von ihm selbst: Vollmond über Schloss Fahlenstein. S. 32–50).
- Scotch as Scotch Can. 26 Whisky-Tastings mit mörderischem Abgang. kbv verlag, Hillesheim 2013, ISBN 978-3-942446-89-1 (von ihm selbst: Mord auf Orkney - Highland Park. S. 157–175).
- Mord auf Orkney. Erzählung. In: Thomas Kastura (Hrsg.): Scotch as Scotch can - 26 Whisky-Tastings mit mörderischem Abgang. kbv, Hillesheim 2013, ISBN 978-3-942446-89-1.
- Hamlet Remurdered. Erzählung. In: Thomas Kastura (Hrsg.): To die or not to die. 14 Shakespeare-Krimis. ars vivendi, Cadolzburg 2014, ISBN 978-3-86913-416-1.
- Der Glühweinstadtrat. Erzählung. In: Jan Beinßen, Tommie Goerz, Thomas Kastura (Hrsg.): Christkindles-Morde - Ein fränkischer Adventskalender in 24 Kurzkrimis. ars vivendi, Cadolzburg 2014, ISBN 978-3-86913-274-7.

### Als Rundfunk- und Fernsehredakteur
- Robinsonade auf der Eisscholle oder die Sehnsucht der wartenden Tin-Tin. Eine literarische Expedition in die Arktis und Antarktis. Radio Bremen am 5. Mai und am 6. Mai 1994.
- Zum 100. Todestag von Conrad Ferdinand Meyer. Bayerischer Rundfunk am 26. November 1998.
- Die schwarze Flut. Die Seelenbilder des Schriftstellers Joseph Conrad. Bayerischer Rundfunk am 23. September 1999. Welten aus Eis
- Die wachsende Faszination an Arktis und Antarktis. Bayerischer Rundfunk am 14. Juni 2000.
- Dr. Jekyll auf Samoa - Das abenteuerliche Leben des Robert Louis Stevenson. Bayerischer Rundfunk am 9. November 2000.
- Kleine Fluchten. Über das Reisen. Bayerischer Rundfunk am 24. Februar 2002.
- Der romantische Revolutionär. Zum 200. Geburtstag von Ralph Waldo Emerson. Bayerischer Rundfunk am 25. Mai 2003.

### Als Übersetzer
- Suzanne Buchholz: Das Tolkien-Mittelerde-Quizbuch. „Der kleine Hobbit“, „Der Herr der Ringe“, „Das Silmarillion“. (The middle-earth-quizbook, 1979). Dtv, München 1983, ISBN 3-423-10185-7 (zusammen mit Philipp Bergmann).